# Boscarla de Rimatara
La boscarla de Rimatara (Acrocephalus rimitarae) és una espècie d'ocell de la família dels acrocefàlids (Acrocephalidae) que habita zones arbustives i canyars de l'illa Rimatara, a les Tubuai.